# Teucrium grandiusculum
Teucrium grandiusculum là một loài thực vật có hoa trong họ Hoa môi. Loài này được F.Muell. & Tate miêu tả khoa học đầu tiên năm 1890.